# Jeong Duk-hyung
Dans ce nom, le nom de famille précède le nom personnel.
Jeong Duk-hyung (né le 8 août 1984) est un athlète sud-coréen, spécialiste du 200 m et du relais.
Son record sur 200 m est de 20 s 65, obtenu à Daegu le 8 juin 2010 (vent + 1,7 m/s). À Jiaxing, il bat à deux reprises le record du relais sud-coréen en 39 s 04 (qui datait de 1988), mais ne participe pas à la demi-finale à Daegu où ce record sera de nouveau battu par ses coéquipiers en 38 s 94.
Il a été demi-finaliste lors de l'Universiade d'été 2005 à Izmir sur 100 m.